# Last Night (canción de Morgan Wallen)
«Last Night» es una canción escrita por John Byron, Ashley Gorley, Jacob Kasher Hindlin y Ryan Vojtseak, y grabada por el cantante estadounidense de música country Morgan Wallen. Es el tercer sencillo de su álbum One Thing at a Time. La canción alcanzó el puesto número uno en Billboard Hot Country Songs en febrero de 2023 y posteriormente la cima en Hot Billboard 100.

## Contenido
La canción trata sobre una pareja que tiene su "última noche" juntos. Phil Arnold de Music Talkers elogió el uso de la guitarra acústica en la canción y el "flujo" de la letra.

## Rendimiento comercial
La canción alcanzó el puesto número uno en las listas Billboard Hot Country Songs con fecha del 13 de febrero de 2023, ascendiendo una posición de su debut en el número siete una semana antes. La misma semana, sus sencillos anteriores «Thought You Should Know» y «You Proof» reclamaron las posiciones número dos y tres, mientras que «I Wrote the Book» estaba en el número diez.
Tras el lanzamiento de One Thing at a Time, la canción ascendió del número cinco al uno en el Billboard Hot 100 el 18 de marzo de 2023, convirtiéndose en el primer número uno de Wallen en el país. Acumuló 47.5 millones de reproducciones, 18.000 descargas digitales vendidas y una audiencia de 10.8 millones de reproducciones en la radio. La misma semana, Wallen ocupó 36 lugares en el Hot 100, la mayor cantidad de cualquier artista, así como cinco de los 10 primeros en el Hot 100. También fue la primera canción country de un hombre solista en encabezar el Hot 100 en más de 42 años, después de «I Love a Rainy Night» de Eddie Rabbitt (1980), y la primera canción country en encabezar la lista desde «All Too Well (Taylor's Version)» de Taylor Swift en noviembre de 2021.
En la semana del 5 de agosto de 2023, «Last Night» se ubicó en el número dos entre «Try That in a Small Town» de Jason Aldean y «Fast Car» de Luke Combs en los números uno y tres, respectivamente, por lo que es la primera vez en la historia de Hot 100 que las tres primeras posiciones fueron ocupadas por artistas country.
La canción se convirtió en el éxito solita con más semanas en el número uno, superando a «As It Was» de Harry Styles, ya que permaneció 16 semanas no consecutivas en dicha posición.

## Posicionamiento en las listas
| Chart (2023)                          | Peak position |
| ------------------------------------- | ------------- |
| Australia (ARIA)                      | 1             |
| Australia Country Hot 50 (The Music)  | 1             |
| Canadá (Canadian Hot 100)             | 2             |
| Global 200 (Billboard)                | 5             |
| Irlanda (IRMA)                        | 7             |
| Nueva Zelanda (Recorded Music NZ)     | 2             |
| Suecia Heatseeker (Sverigetopplistan) | 2             |
| Reino Unido (UK Singles Chart)        | 28            |
| Estados Unidos (Billboard Hot 100)    | 1             |
| Estados Unidos (Adult Contemporary)   | 19            |
| Estados Unidos (Adult Top 40)         | 14            |
| Estados Unidos (Hot Country Songs)    | 1             |
| Estados Unidos (Mainstream Top 40)    | 12            |